# Sagat (personaggio)
Sagat (サガット?, Sagatto, in thailandese สกัด) è un personaggio della serie di videogiochi Street Fighter e la nemesi del protagonista della serie Ryu.

## Aspetto fisico
Sagat appare come un vero e proprio colosso. La prima cosa che salta subito all'occhio infatti è la sua mole impressionante, alto 226 cm per un totale di 140 kg di puri muscoli, Sagat è forte e robusto, ma chi ha assistito a un suo scontro sa che non è affatto lento e impacciato come si potrebbe pensare, dotato invece di grande agilità, che stupisce tanto quanto la sua stazza. Completamente calvo (da ragazzo era biondo), è stato privato dell'occhio destro, che copre con una benda. Altri dettagli ben visibili sono l'enorme cicatrice che gli solca il petto e un vistoso taglio all'altezza della tempia destra. Dotato di ampia corporatura, ha spalle larghe e possenti così come lo è il torace.
Le braccia lunghe in proporzione col suo corpo sono dotate di una muscolatura molto ben sviluppata in seguito ai duri addestramenti effettuati. Le gambe sono molto lunghe, solide e robuste e gli permettono di colpire i propri avversari da una distanza tale che i loro calci non costituiscono un problema a differenza di quelli di Sagat. Come tutti i lottatori di Muay Thai, porta bende che gli ricoprono parte delle mani, gli avambracci, le gambe e i piedi. Grazie ai suoi allenamenti e alle caratteristiche del suo stesso corpo, Sagat riesce a trattenere il respiro sott'acqua per un tempo superiore ai venti minuti.
Lotta sempre a torso nudo, mostrando il suo fisico scolpito, e porta solo dei pantaloncini con colori che variano da viola con finiture di colore giallo nell'originale Street Fighter, al blu con profili rossi in Street Fighter II e al blu con finiture in giallo in Street Fighter Alpha, con sotto una conchiglia per proteggere i genitali.

## Storia
Sagat, thailandese, è stato fin da giovanissimo, spinto dalla estrema povertà delle sue terre, costretto a combattere per sopravvivere. Addestrato fin dalla tenera età nel più violento stile della Mae Mai Muay Thai, la kickboxe thailandese, Sagat con il passare del tempo aveva mostrato a tutti il suo grande talento nella lotta vincendo numerosi incontri e tornei del suo paese, appassionandosi a quello stile unico e travolgente a al mondo delle arti marziali.
Le sue gesta richiamarono molti combattenti di Muay Thai, decisi a mettere fine alla sua ascesa; tuttavia nessuno si dimostrò alla sua altezza, accrescendo di conseguenza il suo prestigio, al punto che il Re Thailandese, anch'egli un abile combattente di Muay Thai conosciuto come "Re Tigre", che durante il suo regno, aveva l'abitudine di recarsi nei villaggi sotto false spoglie per trovare combattenti da affrontare e misurare così le sue capacità, sentendo le voci di questo ragazzo che stava sbaragliando combattenti tra i più brutali e i più rinomati di tutto il paese, decise di recarsi nel suo villaggio ed affrontarlo.
Tuttavia, Sagat si rivelò un avversario troppo forte anche per lui ed egli dovette riconoscere la sconfitta per mano del gigante. La cosa fece scalpore e in seguito Sagat fondò la sua scuola nei pressi del Palazzo Del Re Di Thailandia, che richiamò diversi adepti, ansiosi di imparare da quello che ormai si presumeva il più grande guerriero Thailandese. Tuttavia Sagat non decise di impossessarsi del trono, lasciando l'imperatore al suo posto, ma prendendo per sé, appunto, il titolo di "Re Tigre". Trascorsero gli anni e un giorno però, si presentò un uomo anziano di origini giapponesi, che lo volle sfidare per dimostrare al mondo che la sua Scuola poteva competere, se non addirittura sconfiggere quella del grande campione thailandese. Quest'uomo si chiamava Go Hibiki, maestro e fondatore del Saikyo Style, un'arte marziale che fondeva il violentissimo stile Ansatsuken, arte che comprende diversi elementi di karate, judo, taekwondo e koppo, con quello non meno violento del Muay Thai.
Il combattimento fu durissimo e sembrava che nemmeno il nuovo arrivato potesse prevalere, in quanto durante il combattimento, Sagat si impossessò della tecnica di ginocchiate del suo avversario migliorandola a sua volta, facendola propria. Go incapace di prevalere, seppur combattesse al meglio e con grande abilità, con una particolare tecnica riuscì ad accecare il campione thailandese, privandolo dell'occhio destro.
A quel punto Sagat, letteralmente infuriato come non mai e spinto dalla rabbia, sprigionò per un istante una potente energia, e si avventò sul proprio avversario tempestandolo di colpi dalla potenza tale che il suo avversario morì schiacciato dalla violenza con cui li aveva sprigionati.
Successivamente affinò ulteriormente quella tecnica che lo aveva portato alla vittoria sul suo avversario, chiamandola Tiger Raid. Dopo quello scontro, Sagat ha acquisito ancor più fama e onore, divenendo una specie di mito per tutto il popolo thailandese se non addirittura asiatico, considerato come una vera e propria leggenda vivente e gli venne conferito il titolo di "Eroe di Thailandia".
In attesa di nuovi avversari o dell'inizio di nuovi tornei, Sagat si dedica all'addestramento di coloro che desiderano apprendere le arti della sua scuola che insegna lo stile di Mae Mai Muay Thai più completo e violento che ci sia. Fra i suoi allievi ricordiamo lo spregevole Adon.
Dopo qualche tempo, in una notte tempestosa, Sagat si deve scontrare con Ryu. Lo scontro, finale del primo torneo di Street Fighter, dapprima vide il thailandese avere la meglio, ma improvvisamente il Satsui No Hado, ovvero il lato negativo dell'Hado, prese il sopravvento su Ryu; sferrando un terrificante Metsu Shoryuken, il giovane giapponese deturpò il petto del gigante e vinse l'incontro. Fu la prima sconfitta in assoluto per Sagat. Lo stesso Ryu, però, non considera questa vittoria tutta farina del suo sacco, ma attribuisce a sé stesso la debolezza per essere caduto nelle braccia delle tenebre. Da allora Sagat nutre un odio profondo per il giovane giapponese, che andò a dissiparsi gradualmente, trasformandosi in rivalità e desiderio di redenzione. Appena dopo la cocente sconfitta, Sagat si unì a Shadaloo e assecondava gli ordini del comandante M. Bison (Vega in Giappone), rivestendo il ruolo di suo braccio destro, con il pieno interesse di incontrare in questo modo guerrieri sempre più potenti. Nonostante ciò Sagat non ha mai condiviso i principi e gli ideali di conquista di Bison; fu più una decisione presa dallo sconforto e dalla depressione per la sconfitta subita per mano di Ryu. Ma col passare del tempo il Re Tigre riconobbe nel giovane guerriero giapponese l'onore e la forza che da tempo aveva perso, perpetuando il male per conto di qualcun altro. D'altra parte, provare sulla propria pelle la potenza dello Shoryuken, diede a Sagat lo spunto per la creazione di una serie di nuove e devastanti tecniche.

## Tecniche
Le sue tecniche di base sono:
- Tiger Shot / Ground Tiger Shot: Concentrando l'energia nelle mani, Sagat le congiunge distendendole in avanti creando una lama di energia dalla forma di mezza luna che viaggia seguendo una traiettoria lineare in direzione dell'avversario. Dato che non richiede particolari posizioni con le gambe, Sagat può lanciare la tecnica anche da accovacciato.
- Tiger Uppercut / Tiger Blow: Scatenando tutta la sua potenza, Sagat sfodera un micidiale montante intriso con gran parte della propria forza, capace di arrecare gravi danni all'avversario, oltre che a scagliarlo in aria per poi farlo ricadere violentemente a terra.
- Tiger Knee / Tiger Crush: Sagat, sfrutta tutta la sua forza e attacca l'avversario con una micidiale ginocchiata, che è in grado di stordire l'avversario se lo prende sul mento o in testa, oltre che a provocargli un discreto danno.

## Principali mosse speciali
- Tiger Cannon: Sagat, concentra gran parte del proprio Chi nelle mani, generando in esse una gigantesca sfera di energia, successivamente viene velocemente lanciata contro l'avversario. L'attacco risulta piuttosto veloce, una volta lanciata la sfera oltre che causare danni elevati, l'energia contenuta nella sfera ha la capacità di ustionare seriamente il corpo dell'avversario. Dato che non richiede particolari posizioni con le gambe, Sagat può lanciare la tecnica anche da accovacciato.
- Tiger Genocide: Dopo aver effettuato un Tiger Crush mirando all'addome con l'intento di spezzare o ridurre al minimo la difesa dell'avversario, Sagat sferra un potente Tiger Blow, in modo da lanciare l'avversario in aria oltre che provocare danni piuttosto seri. Nella serie Alpha, quando era usato al 3 livello i Tiger Blow sono due
- Tiger Raid: Sagat libera la propria energia e sferra un elevato numero di calci, dalle altezze e direzioni variabili, infine dopo un piccolo salto all'indietro, affonda con un ultimo e devastante calcio volante, solitamente avvolto dalle fiamme.
- Tiger Rampage: Sagat esegue un Tiger Knee e, se l'attacco va a segno, esegue due calci circolari alla testa dell'avversario prima di dargli una gomitata al viso: questo colpo lo lancia in aria. Quindi Sagat stringe il pugno e lo avvolge nelle fiamme prima di finire l'avversario con un devastante Tiger Uppercut.Colpendo l'avversario, si ode una tigre ruggire in sottofondo.
- Tiger Destruction: ultra combo in Street Fighter 4, Sagat esegue in Tiger Knee, seguito da un Tiger Blow e poi da un altro Tiger Blow, cocondato di fiamme e con un movimento rotatorio simile allo Shinryuken
- Tiger Storm: meteo combo in Street Fighter ex2 e 3, Sagat salta sul nemico colpendo con un pugno verso il basso, poi con un montante e una ginocchiata, che fanno saltare l'avversario, per caricare un Tiger Cannon con cui colpire l'avversario con l'energia della sfera mentre viene caricata, per poi lanciarla trascinando il nemico. Premendo i tasti del pugno mentre Sagat colpisce con pugni e ginocchiata con la giusta tempistica, la sfera del Tiger Cannon finale sara più potente, cambiando dal colore giallo (debole) al rosso magenta(forte)

## Sviluppo
La storia di Sagat e del suo eterno rivale Ryu sono ispirate dal manga Karate baka ichidai, basato a sua volta su parte della vera vita di Mas Oyama: nel fumetto si narra di un karateka giapponese deciso ad affrontare il più forte thaiboxer della Thailandia, il quale aveva come segno distintivo una benda ad un occhio.
Anche se mai ufficialmente confermato dalla casa nipponica Capcom, il personaggio di Sagat fu ispirato a Sagat Petchyindee (สกัด พรทวี), leggendario combattente thailandese di Muay Thai che ottenne in carriera 3 titoli come campione del Lumpinee Stadium, altrettanti come campione del Rajadammern Stadium e fu, inoltre, Muay Thai e Kickboxing World Champion.

## Apparizioni
- Street Fighter (ne era il boss)
- Street Fighter II (non utilizzabile)
- Street Fighter II: Champion Edition e suo seguito Street Fighter II Turbo
- Super Street Fighter II e suo seguito Super Street Fighter II Turbo
- Street Fighter Alpha/Zero e suoi seguiti (Street Fighter Alpha/Zero 2 e Street Fighter Alpha/Zero 3)
- Capcom vs Snk: Millennium Fighters 2001 (e suo seguito Capcom vs Snk Pro)
- Capcom vs Snk 2
- Street Fighter IV e suoi seguiti (Super Street Fighter IV e Super Street Fighter IV: Arcade Edition)
- Hyper Street Fighter II
- Street Fighter Alpha Collection
- Street Fighter x Tekken (in coppia con Dhalsim)
- Street Fighter V (come personaggio DLC)

Nel film Street Fighter - Sfida finale è stato interpretato dall'attore Wes Studi.